# David Purley
David Charles Purley (ur. 26 stycznia 1945 w Bognor Regis, West Sussex, zm. 2 lipca 1985 tamże) – brytyjski kierowca Formuły 1. Brał udział w 11 Grand Prix, debiutował 3 czerwca 1973 roku. Nie zdobył punktów.
Najbardziej znany jest ze swojego zachowania podczas Grand Prix Holandii w 1973 roku. Jeżdżąc w zespole March wraz ze swoim przyjacielem, Rogerem Williamsonem, David Purley brał udział w Grand Prix Holandii na zmodernizowanym torze Zandvoort. Startował z 21. miejsca, dwie pozycje za Williamsonem. W trakcie wyścigu stopniowo zbliżał się do kolegi, jednak dla obu jazda zakończyła się na 8. okrążeniu. Wtedy to w bolidzie Williamsona nastąpiła eksplozja opony, co spowodowało, że March 731 uderzył w barierki, które zamiast zatrzymać bolid, wystrzeliły go na drugą stronę toru. Bolid Anglika sunął 200 metrów po asfalcie, zostawiając pas ognia. Wrak zatrzymał się do góry kołami, lekko płonąc.
Purley, widząc to, zatrzymał swój bolid i pobiegł na ratunek przyjacielowi. Usiłował przewrócić bolid na koła, by Williamson mógł wyjść. Jednak wrak był zbyt ciężki, płomienie rosły i ogarniały coraz większą część pojazdu, a obsługa toru nie była w stanie się zbliżyć do płonącego bolidu (Purley, będąc kierowcą, był wyposażony w ognioodporny kombinezon, którego nie posiadali porządkowi). Gdy Purleyowi dano gaśnicę, płomienie były już na tyle duże, że nie był on już w stanie ugasić pożaru. Wkrótce ogień objął cały bolid i Purley mógł dotkliwie się poparzyć, a nawet zginąć. Od wraku odciągnął go członek obsługi toru, który został uderzony przez Purleya. Efektem była gwałtowna reakcja ludzi na trybunach, którzy chcieli wejść na tor i pomóc mu. Zostali jednak powstrzymani.
Po kilku minutach od uderzenia dojechała ekipa gaśnicza, jednak wtedy Williamson był już martwy. Jeden z marshali rzucił koc na zwłoki Williamsona i wyścig toczył się dalej. Fotografia zrobiona przez Cor Mooij, przedstawiająca twarz Purleya, który zdał sobie sprawę, że jego wysiłki nie dają efektów, była bliska zwycięstwa w konkursie World Press Photo w kategorii sport. Tego samego roku David Purley otrzymał Medal Jerzego za próbę ratowania Williamsona. Łącznie został odznaczony 11 medalami za heroizm i odwagę.
Purley przeżył hamowanie ze 173 do 0 km/h na odcinku 66 cm podczas wypadku w kwalifikacjach Grand Prix Formuły 1 na torze Silverstone Circuit w Wielkiej Brytanii w roku 1977. Odpowiada to przeciążeniu 179,8 g, które było uważane za najwyższe, jakie kiedykolwiek przetrwał człowiek (do wypadku Kenny'ego Bräcka z 2003 roku). Złamał w wielu miejscach nogi, miednicę i żebra. Wrócił do wyścigów, ale ograniczył się do serii Aurora AFX.
Purley zginął 2 lipca 1985 w katastrofie samolotu akrobacyjnego Pitts Special.